# Филиппово-Кичинская
Филиппово-Кичинская — нежилая деревня в Шенкурском районе Архангельской области. Входит в состав муниципального образования «Федорогорское».

## География
Деревня расположена в южной части Архангельской области, в таёжной зоне, в пределах северной части Русской равнины, в 3 километрах на север от города Шенкурска, на правом берегу реки Вага. Ближайшие населённые пункты: на юге деревни Климово-Заборье.
Часовой пояс
Филиппово-Кичинская, как и вся Архангельская область, находится в часовой зоне МСК (московское время). Смещение применяемого времени относительно UTC составляет +3:00.

## Население
| 2002 | 2010 | 2012 |
| ---- | ---- | ---- |
| 0    | →0   | →0   |

## История
Указана в  «Списке населенных мест Архангельской губернии к 1905 году» как деревня Филипповско-Кичининская(Наволокъ). Насчитывала 10 дворов, 38 мужчин и 40 женщин. В административном отношении деревня входила в состав Афанасовского сельского общества Великониколаевской волости Шенкурского уезда Архангельской губернии.